# Ningen Bunka Kenkyū Kikō

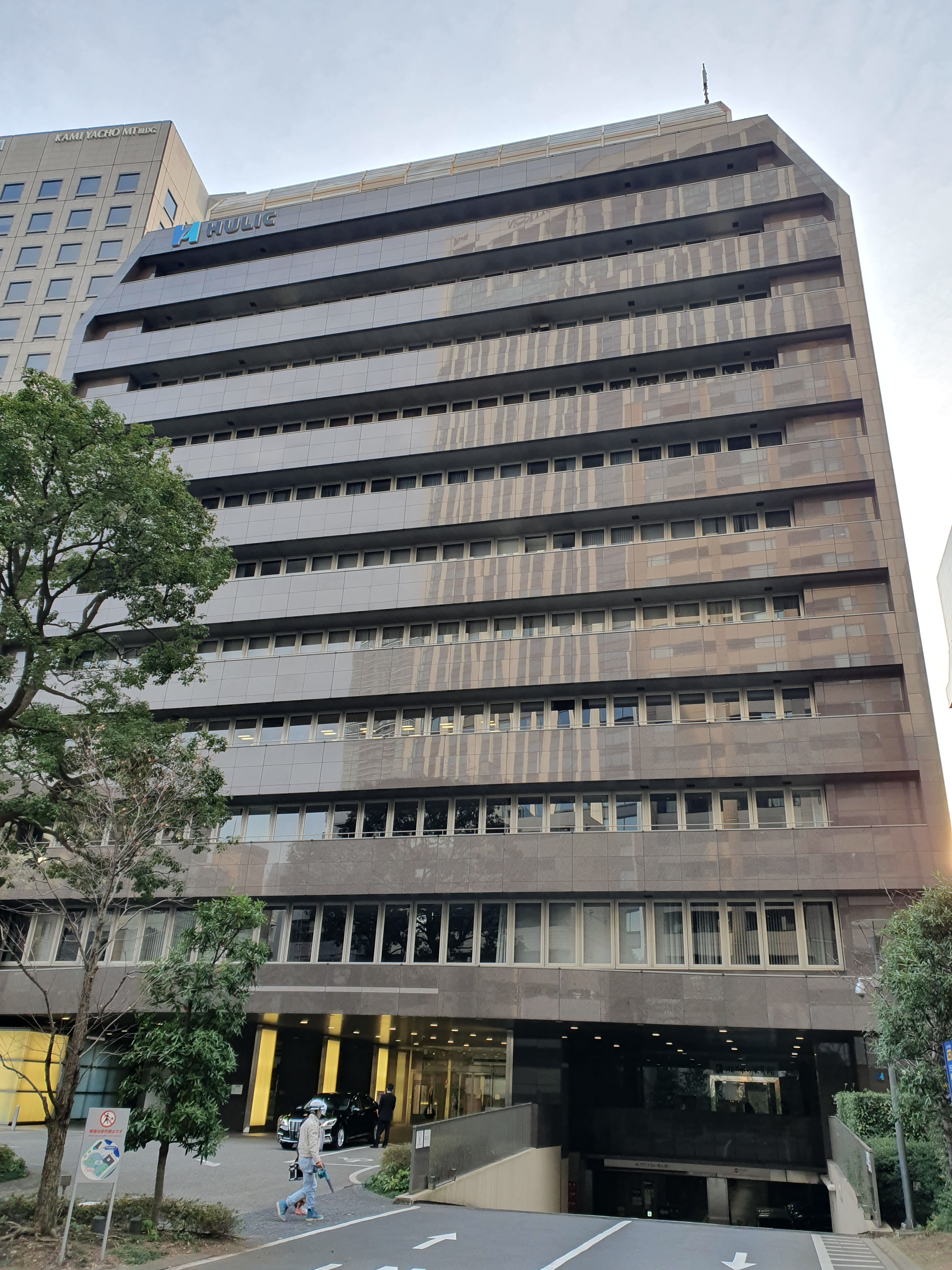
Hauptsitz in Tokio (2020)

Die Ningen Bunka Kenkyū Kikō (jap. 人間文化研究機構, „Nationale Forschungseinrichtungen für Geisteswissenschaften“, engl. National Institutes for the Humanities, kurz: NIHU) ist eine japanische Körperschaft des öffentlichen Rechts, die am 1. April 2004 gebildet wurde und ihren Hauptsitz im Stadtbezirk Minato in der Präfektur Tokio hat. Der Organisation gehören sechs staatliche Forschungseinrichtungen an. Sie ist Bestandteil der Inter-University Research Institute Corporation, einer Dachorganisation für die Zusammenarbeit und interdisziplinäre Forschung von Universitäten und Forschungseinrichtungen. In der NIHU werden die sechs geisteswissenschaftlichen und staatlichen Einrichtungen zum Zwecke der interdisziplinären Forschung zusammengefasst.
Gegenwärtiger Leiter der Forschungseinrichtungen für Geisteswissenschaften ist Narifumi Tachimoto; ihr erster Leiter war der Historiker Yoneo Ishii (1929–2010). Die Organisation beschäftigt 595 Personen (inklusive aller untergeordneter Einrichtungen) und hatte 2014 ein Budget von 13,4 Mio. Yen. Seit 2011 vergibt die Organisation alljährlich den NIHU-Forschungspreis.
Das Logo der Forschungseinrichtungen für Geisteswissenschaften zeigt die Kalligraphie des Schriftzeichens hito (人, Mensch) von Kūkai in einem grünen Kreis. Das Schriftzeichen steht für Mitmenschlichkeit und Wissen, die Farbe Grün nimmt Bezug zur Natur und Friedfertigkeit.

## Untergeordnete Forschungseinrichtungen
1. das Nationalmuseum der japanischen Geschichte – gegründet 1982
2. das National Institute of Japanese Literature („Nationales Forschungsinstitut für japanische Literatur“) – gegründet 1972, gehört seit 2009 zur NIHU
3. das National Institute for Japanese Language and Linguistics (国立国語研究所, „Nationales Forschungsinstitut für japanische Sprache und Sprachwissenschaft“) – gegründet 1947
4. das International Research Center for Japanese Studies („Internationales Forschungszentrum für Japanstudien“) – gegründet 1987
5. das Research Institute for Humanity and Nature (総合地球環境学研究所, „Forschungsinstitut für Umweltwissenschaften“) – gegründet 2001
6. das National Museum of Ethnology (国立民族学博物館, „Nationalmuseum für Ethnologie“) – gegründet 1974[3]